# Кеці

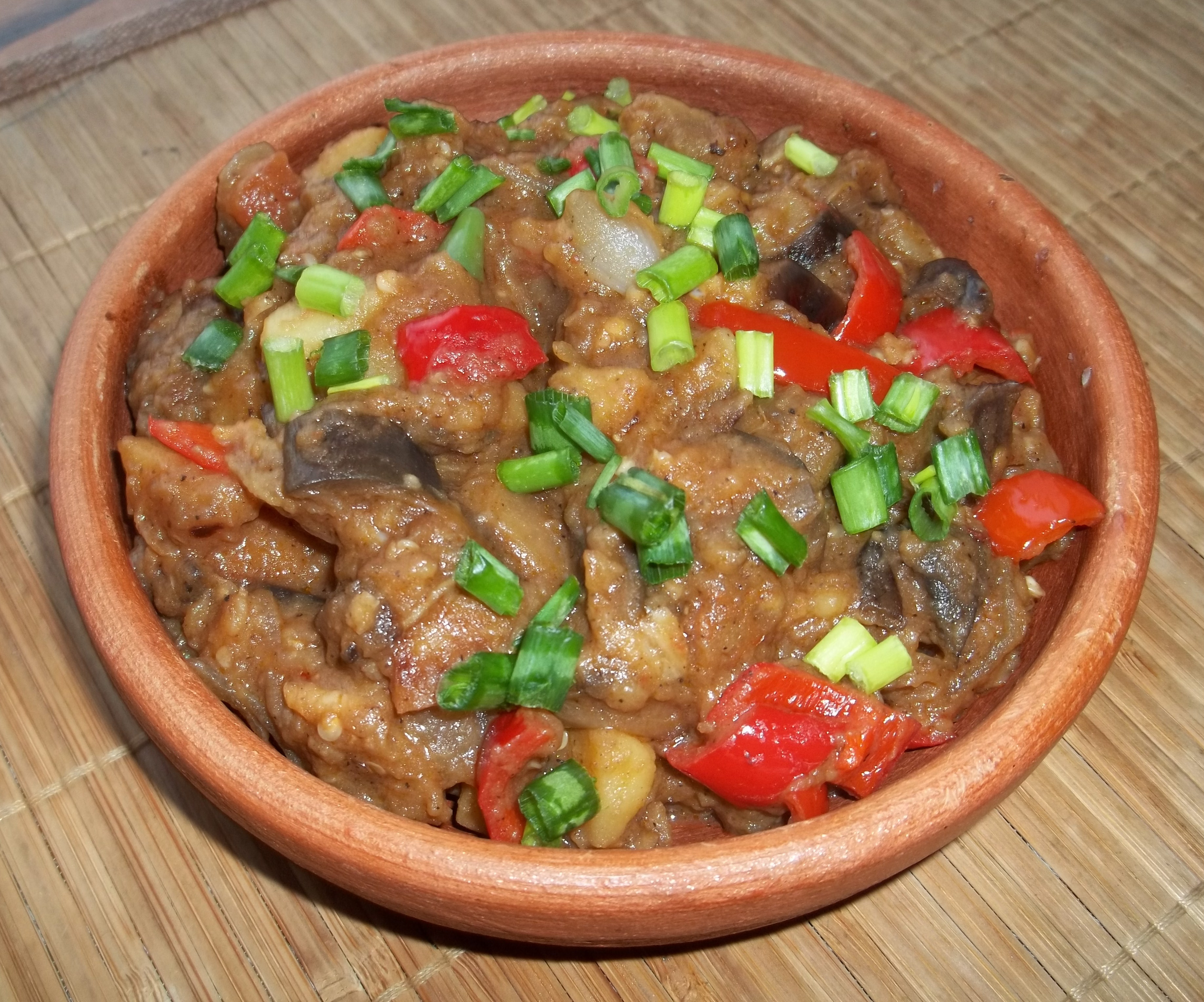
Аджапсандалі в сковороді кеці

Кеці (груз. კეცი) — сковорода з червоної глини (меншого розміру) або чорного каменю (більшого розміру). Застосовується в грузинській кухні для приготування оджахурі, аджапсандалі, мчаді, хачапурі і смаження курчат, риби та ін.

## Властивості
Дозволяє готувати соковиті ароматні страви з мінімальною кількістю жиру. Українська качатниця («ринка») і болгарський сач також можуть так готувати. Посуд з глини добре вбирає запахи, тому потрібно використовувати або глазуровані кеці, або для різних страв кілька таких сковорідок.

## Використання та догляд
Використовують кеці для готування страв на газовій або електричній плиті, в духовці, на відкритому вогні, а страви виходять смачніші, якщо готувати на вугіллі. Щоб довше зберегти страву гарячою, її подають прямо в кеці. Такий посуд вимагає особливого догляду: не потрібно ставити відразу на сильний вогонь. Після трапези сковороду заливають теплою водою на півгодини, потім миють і обсушують м'яким рушником. Не слід використовувати сучасні миючі засоби для посуду.